# Zamek w Zamku

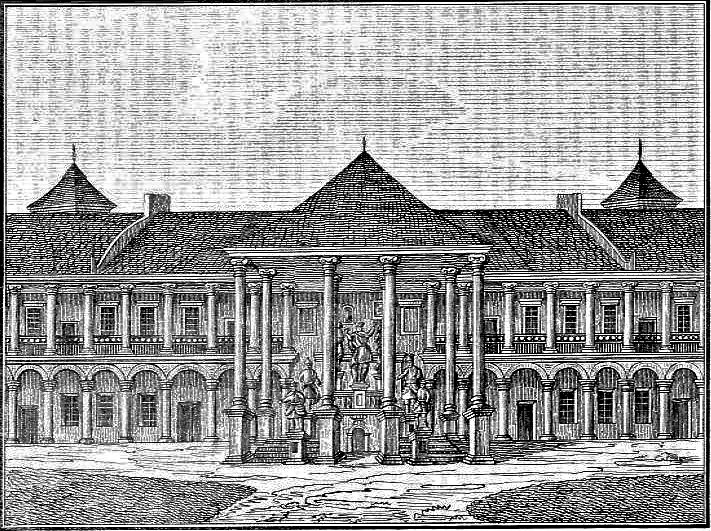
Pierwotne miejsce rzeźb w zamku w Żółkwi, 1847

Zamek w Zamku (także Zamek Magierowski lub Ruda Magierowska) – wybudowany na planie czworoboku w XVI w. przez Jana Magiera lub Jana Bełżeckiego.

## Historia
Na przełomie XV/XVI wieku dobra należące do Jana Magiera przeszły do rodu Bełżeckich na skutek ożenku jego córki Barbary z Mikołajem Bełżeckim. Zamek przypuszczalnie zbudował albo Mikołaj (zm. 1577) albo jego syn Jan Bełżecki (zm. 1597) lub wnuk, także Jan (zm. 1598). Córka Jana o imieniu Zofia wyszła za mąż za Stanisława Głogowskiego. Zamek oblegany był w 1648 roku przez Kozaków podczas Powstania Chmielnickiego, którzy żądali okupu od chroniących się w zamku okolicznych mieszkańców. Na przełomie XVII i XVIII wieku poprzez wiano właścicielami zostali Markowscy. w drugiej połowie XVIII w. przeszedł w ręce rodu Siemieńskich i z przerwą na lata gdy w wianie otrzymał zamek Aleksander Stadnicki, był w rękach tego rodu do września 1939 r. Rodzina ta od końca XIX w. używała nazwiska Siemieński-Lewicki. W XIX w. budynek mieszkalny przebudowano w stylu neogotyckim, a w okresie międzywojennym wyremontowano cały zespół. W zamku zgromadzono cenną kolekcję obrazów Franciszka Smuglewicza.

## Architektura
Naroża zamku były wzmocnione dwukondygnacyjnymi wieżami (o podstawie kwadratu, przechodzące na piętrze w ośmiobok), z których trzy zachowały się do 1939 r. Między dwiema wieżami znajdował się pałac rezydencjonalny. Na dziedzińcu zamku stało sześć  barokowych rzeźb z XVIII w. przedstawiających: Jana Daniłowicza, Hieronima Radziwiłła, Karola Radziwiłła, Jakuba Sobieskiego, Jana III Sobieskiego, Stanisława Żółkiewskiego, pochodzących ze schodów w portyku zamku w Żółkwi, zakupionych w 1858 r. przez Aleksandra hr. Stadnickiego. Okoliczni mieszkańcy rozbili rzeźby podczas I wojny światowej. Po II wojnie światowej za czasów ZSRR zamek rozebrano, a park wykarczowano.